# Rossella Como
Rossella Como (Roma, 29 gennaio 1939 – Roma, 20 dicembre 1986) è stata un'attrice italiana.

## Biografia
Esordì giovanissima in un piccolo ma "gustoso" ruolo nel film Poveri ma belli (1957) di Dino Risi. Da allora interpretò — quasi sempre in parti di contorno — un buon numero di commedie, come La nonna Sabella (1957), Lazzarella (1957), Io, mammeta e tu (1958), in cui venne spesso confinata nel personaggio della bella ragazza petulante e svampita, impreziositi grazie alla sua recitazione disinvolta e alla vivace ironia.
Negli anni sessanta Rossella Como fu attiva anche in teatro, dove nel 1965 recitò accanto ad Amedeo Nazzari nella commedia Hanno rapito il presidente, scritta da Dino Verde. Il cinema iniziò ad affidarle ruoli di maggior valore, in film come 8½ (1963) di Federico Fellini e Ti ho sposato per allegria (1967) di Luciano Salce. Nel 1965 fu inoltre chiamata a presentare insieme a Lucio Flauto tutti gli spettacoli del tour italiano dei Beatles. Nel 1968 interpretò la pièce teatrale La sottoscritta avendo sposato un ergastolano, scritta da Dino Verde e Bruno Broccoli, con la regia di Marcello Aliprandi.
Nei primi anni settanta l'attrice iniziò a diradare i suoi impegni cinematografici. Nel 1973 portò con successo sulle scene uno spettacolo da lei stessa realizzato, Roma amor, in cui propose canzoni folkloristiche romane insieme a brani di Trilussa e Pier Paolo Pasolini. L'attrice porterà questo recital in un lungo tour nell'America Latina.
La figlia Monica Maisani recitò nel film Midnight Blue (1979), diretto da Raimondo Del Balzo firmandosi con il cognome della madre, mentre in un piccolo ruolo nel film Tenebre di Dario Argento fu accreditata col suo vero nome.
Nel 1983 Rossella Como tornò brillantemente sullo schermo, interpretando la madre snob di Christian De Sica, nella commedia Vacanze di Natale, diretta da Carlo Vanzina. Morì nel 1986, a quarantasette anni, a causa di un cancro. I funerali furono celebrati il 22 dicembre nella chiesa dei Sacri Cuori di Gesù e Maria a Roma.

## Filmografia

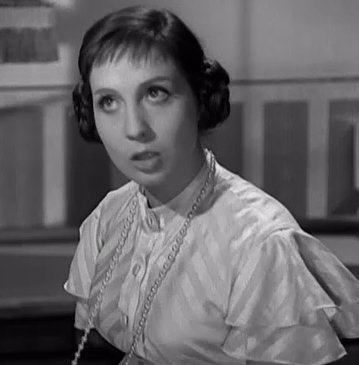
Rossella Como nel film La nonna Sabella (1957)

- Poveri ma belli, regia di Dino Risi (1956)
- Orlando e i paladini di Francia, regia di Pietro Francisci (1956)
- La nonna Sabella, regia di Dino Risi (1957)
- Lazzarella, regia di Carlo Ludovico Bragaglia (1957)
- Io, mammeta e tu, regia di Carlo Ludovico Bragaglia (1958)
- Gambe d'oro, regia di Turi Vasile e Antonio Margheriti (1958)
- Carmela è una bambola, regia di Gianni Puccini (1958)
- Caporale di giornata, regia di Carlo Ludovico Bragaglia (1958)
- Arrivederci Roma, regia di Roy Rowland (1958)
- L'amore nasce a Roma, regia di Mario Amendola (1958)
- Marinai, donne e guai, regia di Giorgio Simonelli (1958)
- Perfide ma... belle, regia di Giorgio Simonelli (1959)
- Gli amori di Ercole, regia di Carlo Ludovico Bragaglia (1960)
- Che femmina!! e... che dollari!, regia di Giorgio Simonelli (1961)
- Cacciatori di dote, regia di Mario Amendola (1961)
- Il sangue e la sfida, regia di Nick Nostro (1962)
- Pesci d'oro e bikini d'argento, regia di Carlo Veo (1962)
- Nerone '71, regia di Filippo Walter Ratti (1962)
- Il giorno più corto, regia di Sergio Corbucci (1962)
- Totò contro i quattro, regia di Steno (1963)
- Scanzonatissimo, regia di Dino Verde (1963)
- La pupa, regia di Giuseppe Orlandini (1963)
- 8½, regia di Federico Fellini (1963)
- Il magnifico avventuriero, regia di Riccardo Freda (1963)
- Canzoni, bulli e pupe, regia di Carlo Infascelli (1964)
- I due toreri, regia di Giorgio Simonelli (1965)
- Donne alla frontiera (Las Siete magníficas), regia di Gianfranco Parolini, Sidney W. Pink e Rudolf Zehetgruber (1965)
- Ti ho sposato per allegria, regia di Luciano Salce (1967)
- Ragan, regia di Gilbert Kay e Luciano Lelli (1967)
- Franco, Ciccio e le vedove allegre, regia di Marino Girolami (1967)
- L'assalto al centro nucleare, regia di Mario Caiano (1967)
- Arrriva Dorellik, regia di Steno (1967)
- Il sole è di tutti, regia di Domenico Paolella (1968)
- Uno scacco tutto matto, regia di Robert Fiz (1969)
- Il sergente Klems, regia di Sergio Grieco (1971)
- I giardini del diavolo, regia di Alfredo Rizzo (1971)
- Trastevere, regia di Fausto Tozzi (1971)
- La ragazza alla pari, regia di Mino Guerrini (1976)
- Vacanze di Natale, regia di Carlo Vanzina (1983)
- Regalo di Natale, regia di Pupi Avati (1986) – non accreditata

## Prosa televisiva Rai
- Quaranta...ma non li dimostra, commedia di Peppino e Titina De Filippo, regia di Romolo Siena, trasmessa il 20 maggio 1962.

## Doppiatrici
- Fiorella Betti in Gli amori di Ercole
- Gisella Sofio in Franco, Ciccio e le vedove allegre